# Klaus Blaum
Klaus Blaum (* 27. Dezember 1971 in Sobernheim, jetzt Bad Sobernheim, Kreis Bad Kreuznach) ist ein deutscher Physiker und Hochschullehrer. Er ist Direktor am Max-Planck-Institut für Kernphysik in Heidelberg.

## Leben und Wirken
Klaus Blaum studierte Physik an der Johannes Gutenberg-Universität Mainz, wo er nach dem Diplom 1997 und mehreren Forschungsaufenthalten am Pacific Northwest National Laboratory (PNNL) in Richland, USA, im Jahr 2000 bei Ernst-Wilhelm Otten promoviert wurde. Im Anschluss daran war er bis 2002 wissenschaftlicher Mitarbeiter der GSI Darmstadt (Arbeitsgruppe von H.-J. Kluge) am CERN in Genf, Schweiz, und dort als wissenschaftlicher Mitarbeiter (CERN Fellow) bis 2004 Projektleiter für „Massenspektrometrie exotischer Kerne mit ISOLTRAP an ISOLDE“. Im Oktober 2004 übernahm Klaus Blaum für vier Jahre die Position des Projektleiters der Helmholtz-Hochschul-Nachwuchsgruppe „Experimente mit gespeicherten und gekühlten Ionen“ an der Johannes Gutenberg-Universität Mainz. 2006 habilitierte er sich dort über Hochpräzisionsmassenspektrometrie mit Penningfallen und Speicherringen.
Blaum lehrte von 2004 bis 2008 an der Universität Mainz. Für seine Lehrtätigkeit wurde ihm der Lehrpreis des Landes Rheinland-Pfalz 2006 verliehen.
Im Oktober 2007 erhielt er die Berufung zum Direktor und wissenschaftlichen Mitglied des Max-Planck-Instituts für Kernphysik in Heidelberg. Im April 2008 folgte seine Berufung zum Honorarprofessor (W3) der Ruprecht-Karls-Universität Heidelberg. Seit November 2008 ist er Fellow der American Physical Society (APS). Nach seiner ersten Amtszeit (2012–2014) war er von 2018 bis März 2020 wieder stellvertretender Vorsitzender des BMBF-Gutachterausschusses „Hadronen- und Kernphysik“. Für die Amtsperiode 2012 bis 2019 war Blaum Mitglied des DFG Fachkollegiums 308 „Optik, Quantenoptik und Physik der Atome, Moleküle und Plasmen“. Von Juni 2016 bis Dezember 2019 war er stellvertretender Vorsitzender des FAIR/GSI Joint Scientific Council, Vorsitzender des Scientific Committee der GSI und Mitglied des Supervisory Board der GSI. Von Juli 2020 bis Juni 2023 war Blaum als Vizepräsident der Max-Planck-Gesellschaft zuständig für die Institute der Chemisch-Physikalisch-Technischen Sektion.

## Forschungsschwerpunkte
Schwerpunkte Blaums wissenschaftlicher Arbeit sind Präzisionsexperimente an gespeicherten und gekühlten Ionen sowie die Erforschung elementarer Prozesse molekularer Ionen. Auch die Entwicklung neuer Speicher-, Kühl- und Nachweistechniken für zukünftige Experimente ist ein wichtiger Bereich seiner Forschung.

## Ehrungen und Auszeichnungen
- 1998:	Wolfgang-Paul-Studienpreis der Deutschen Gesellschaft für Massenspektrometrie (DGMS)[4]
- 2004: Gustav-Hertz-Preis der Deutschen Physikalischen Gesellschaft (DPG)
- 2005: Mattauch-Herzog-Förderpreis der Deutschen Gesellschaft für Massenspektrometrie (DGMS)
- 2007: Lehrpreis des Landes Rheinland-Pfalz
- 2008: American Physical Society (APS) Fellowship
- 2010: GSI Exotic Nuclei Community Membership Award (GENCO)
- 2011: „Advanced Grant“ des Europäischen Forschungsrats (ERC) für Precision Measurements of Fundamental Constants (MEFUCO)
- 2012: Helmholtz-Preis der Physikalisch-Technischen Bundesanstalt (PTB) für Präzisionsmessung[5] (gemeinsam mit Anke Wagner und Sven Sturm)
- 2013: Flerov Prize[6] (gemeinsam mit H.-J. Kluge und Y. Novikov)
- 2016: Göteborger Lise-Meitner-Preis[7] des Gothenburg Physics Centre[8]
- 2019: Mitglied der „Physik-Klasse“ der Königlich Schwedischen Akademie der Wissenschaften[9]
- 2019: „Advanced Grant“ des Europäischen Forschungsrats (ERC) für den Test fundamentaler Wechselwirkungen (FunI)[10]
- 2020: Lise-Meitner-Preis der Europäischen Physikalischen Gesellschaft (European Physical Society, EPS)[11] (gemeinsam mit Björn Jonson und Piet Van Duppen)
- 2021: Otto-Hahn-Preis der Stadt Frankfurt am Main, der Gesellschaft Deutscher Chemiker (GDCh) und der Deutschen Physikalischen Gesellschaft (DPG)[12]
- 2022: Ordentliches Mitglied der Heidelberger Akademie der Wissenschaften (HAdW)[13]
- 2022: Ehrenmitglied des Physikalischen Vereins (Frankfurt am Main)[14]
- 2023: Boltzmann Lecture 2023 an der Universität Wien[15]
- 2024: Mitglied der Sektion Physik der Nationalen Akademie der Wissenschaften Leopoldina[16]
- 2025: Stern-Gerlach-Medaille der Deutschen Physikalischen Gesellschaft (DPG)[17][18]

## Schriften (Auswahl)
- Resonante Laserionisations-Massenspektronomie an Gadolinium zur Isotopenhäufigkeitsanalye mit geringsten Mengen, Dissertation Mainz 2000.
- High-accuracy mass spectrometry with stored ions. In: Physics Reports 425 (2006), S. 1–78.
- (zusammen mit Frank Herfurth): Trapped charged particles and fundamental interactions. Springer, Berlin 2008, ISBN 978-3-540-77816-5.